# Ильинка (станция)
Ильи́нка — железнодорожная станция Владивостокского отделения Дальневосточной железной дороги.
Станция Ильинка была открыта в 1933 году. При ней вырос посёлок железнодорожников Ильинка (официальный статус селения - железнодорожная станция). Располагается в 2 км от села Ильинка Ханкайского района Приморского края.
С 2008 года на станции грузовые и пассажирские операции не производятся.